# Désert de Retz

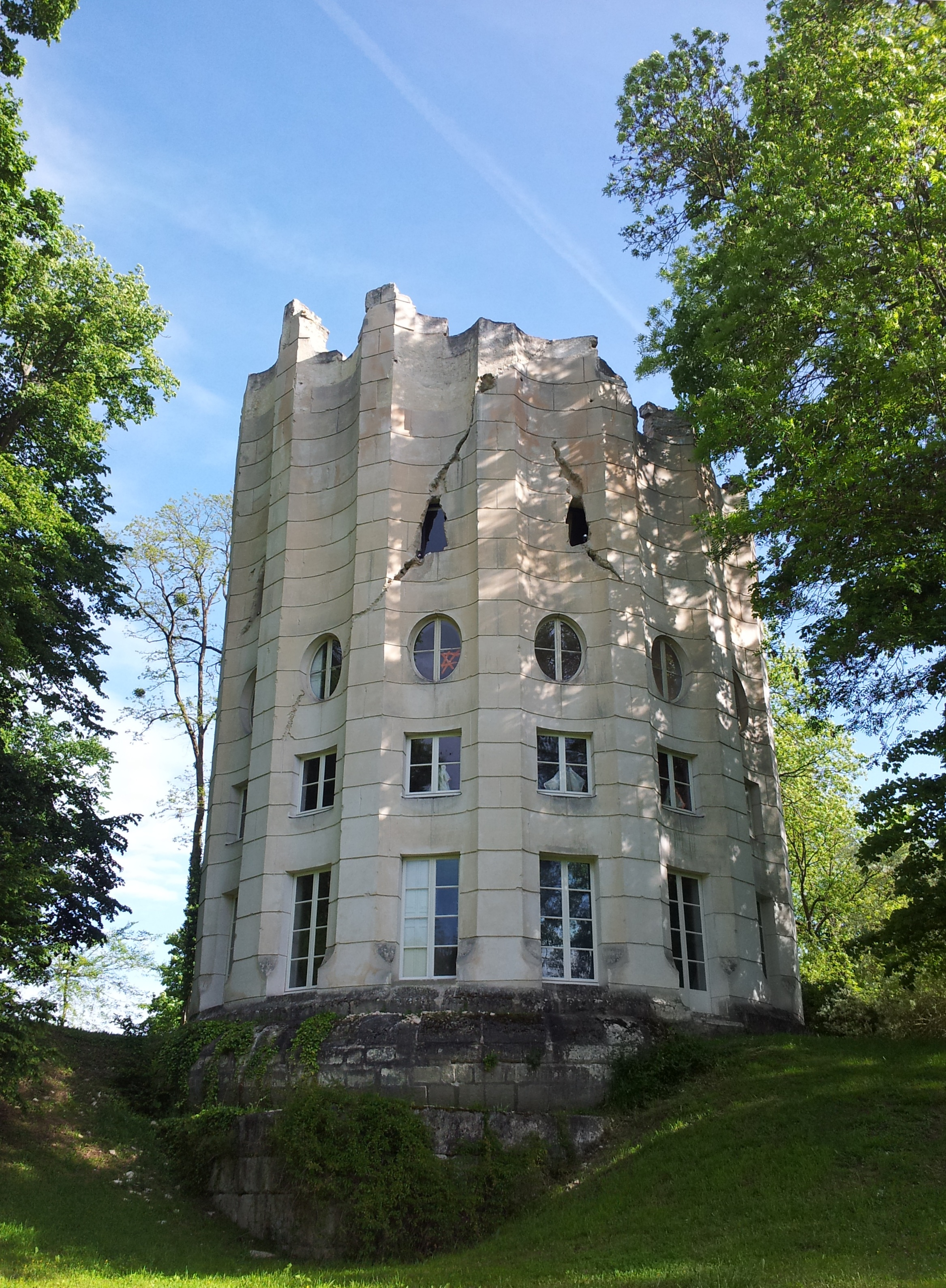
„Die Säule“ (2012)

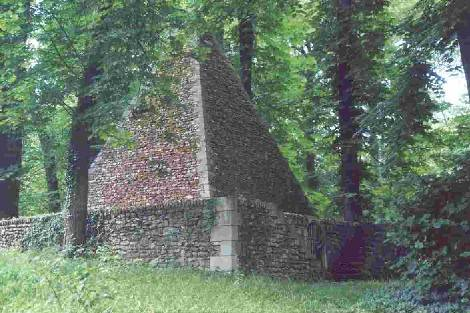
Die Pyramide (2003)

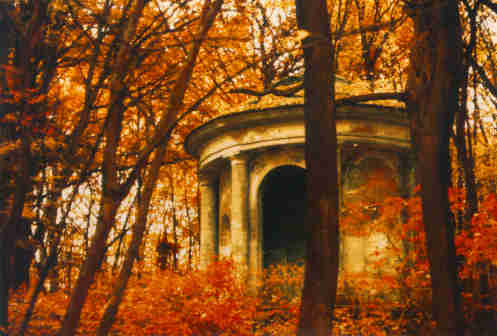
Tempel des Pan (aufgenommen mit Kodak-Ektachrome-Infrarot-Film)

Der Désert de Retz ist ein historischer Park im Stil des jardin anglo-chinois bei Chambourcy im französischen Département Yvelines. Er wurde Ende des 18. Jahrhunderts von dem französischen Adeligen François Nicolas Henri Racine de Monville (1734–1797) angelegt. Unter der Bezeichnung Désert (wörtlich „Wildnis“) verstand der Gartenschöpfer einen abgeschiedenen Ort des privaten Rückzugs.

## Beschreibung
Der von einer Mauer umschlossene Park befindet sich auf dem Gebiet der Gemeinde Chambourcy an der Grenze zum Forst von Marly. Er ist Teil eines landwirtschaftlichen Gutes von vierzig Hektar. Der Park zeichnete sich durch ursprünglich 17 (möglicherweise 20) Staffagebauten aus, von denen noch zehn existieren. Die Bauwerke, die als follies bezeichnet werden können, nehmen Bezug auf antike Vorbilder oder andere, exotische Gestaltungen. So gibt es einen Eiskeller in der Form einer ägyptischen Pyramide, einen Obelisk und einen Tempel, der dem Gott Pan gewidmet war. Ebenso fand sich ein chinesischer Pavillon, der heute nicht mehr vorhanden ist. Das wichtigste Gebäude ist das ehemalige Wohnhaus von Monville, das die Gestalt eines fünfundzwanzig Meter hohen Stumpfes einer zerbrochenen antiken Säule hat und eine künstliche Ruine darstellt. Es weist einen Durchmesser von fünfzehn Metern auf und enthielt auf drei durch eine Wendeltreppe verbundenen Stockwerken luxuriös ausgestattete Wohnräume.

## Geschichte
Monville kaufte 1774 von Antoine Joseph Basire ein Haus mit dem umliegenden Grundstück von 30 Hektar. In der Folge vergrößerte er sein Anwesen auf 38 Hektar im Jahr 1785. Das 1776 errichtete maison chinoise („Chinesisches Haus“) diente ihm als vorläufige Wohnung, bis 1781 das größte Bauwerk La Colonne („Die Säule“) fertiggestellt wurde. Bei der Planung wurde Monville von dem Architekten Nicolas François Barbier unterstützt.
Im Juli 1792 verkaufte Monville den Désert zusammen mit seinen beiden Pariser Hotels an den Engländer Lewis Disney Ffytche. Dieser veräußerte das Grundstück 1793. 1811 erwarb Lebigre Beaurepaire den Park, mit dem er nichts anzufangen wusste, so dass Ffytche das Anwesen 1816 zurückkaufte. Sein Enkel Auguste Guilaume Hilary nahm es 1824 in Besitz und veräußerte es 1827 an Alexandre Marie Denis, Notar in Saint-Germain-en-Laye. Dieser verkaufte es 1839 an Jean-François Bayard, einen angeheirateten Neffen von Eugène Scribe. Die Witwe Bayards überließ es 1856 Frédéric Passy, dessen Sohn Pierre eine Hühnerzucht einrichtete. 1936 zwangen ihn finanzielle Schwierigkeiten, das Anwesen, auf dem er geboren wurde, zu verkaufen.
Der Käufer war Georges Courtois, der es als Vermittler für eine Gesellschaft namens Neueberg erwarb. Bevor Arbeiten begonnen werden konnten, um den Désert vor der drohenden Zerstörung zu bewahren, gab der neue Eigentümer auf. Der Architekt Jean-Charles Moreux bemühte sich um den sich zunehmend verschlechternden Zustand der Bauwerke. 1938 und endgültig 1941 wurde der Désert gegen den Willen der Eigentümergesellschaft unter Denkmalschutz gestellt.
Dem Kulturminister André Malraux gelang es, die Nationalversammlung zur Verabschiedung eines Gesetzes zu bewegen, das die Voraussetzungen zur Rettung des Désert schuf. Von 1973 bis 1979 erfolgten erste Sicherungsarbeiten. 1981 wurde das Anwesen zur Societé Civile du Désert de Retz. Ein Teil des Grundstücks wurde seit 1991 als Golfplatz genutzt. Ein Sturm richtete 1999 schwere Schäden am Baumbestand an. Ende 2007 erwarb die Gemeinde Chambourcy das noch etwa 20 Hektar umfassende Grundstück für einen symbolischen Preis. Im Rahmen einer Feier erfolgte am 24. September 2009 die Wiedereröffnung des Parks durch den französischen Kulturminister Frédéric Mitterrand. Der Park kann aus Sicherheitsgründen nur nach Voranmeldung besucht werden.

## Bauwerke

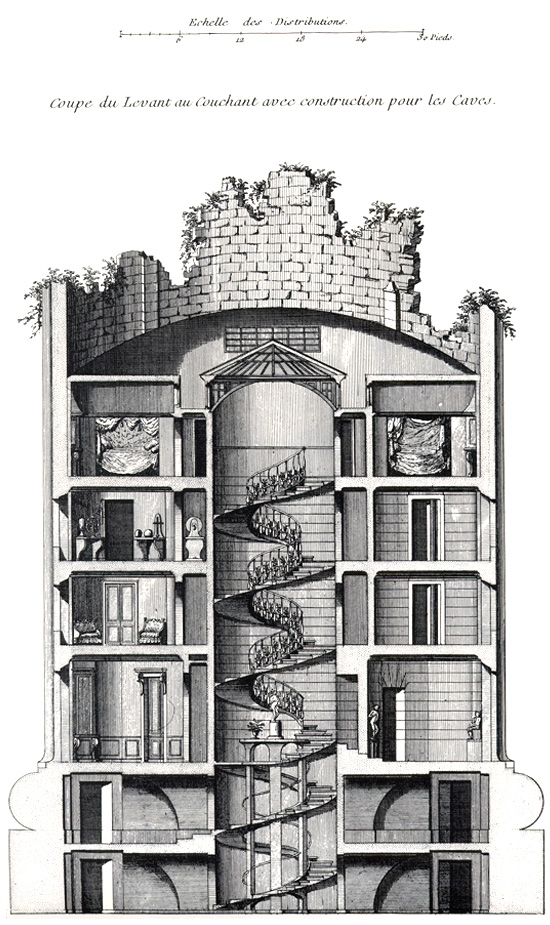
La Colonne aus Jardins anglo-chinois à la mode

Das größte Gebäude ist das als bewohnbare künstliche Ruine gestaltete Wohnhaus Monvilles, La Colonne. Es enthält in seinem Innern drei Stockwerke und war mit kostbaren Möbeln ausgestattet. Der Zugang zum Park erfolgte durch eine Ansammlung künstlicher Felsen, die eine Grotte bildeten. In der Nähe befand sich ein Eiskeller, über dem eine Pyramide errichtet war. Ferner existierten das aus Teakholz an einem Teich errichtete chinesische Haus (zerstört), der Tempel des Pan, ein Obelisk, ein Grabmal und eine Freiluftbühne mit einer mur de scène.
Offenbar ursprünglich vorhanden und somit kein Gartenfolly war die Ruine der Église gothique („Gotische Kirche“), einer ehemaligen Dorfkirche. Zweckbauten, wie beheizbare Gewächshäuser und eine Orangerie, gestatteten Monville die Kultur einer Vielzahl seltener Pflanzen, eine Musterfarm war für landwirtschaftliche Forschungen gedacht und ein Küchengarten diente der eigenen Versorgung. Das „Tartarenzelt“ wurde 1989 rekonstruiert.
Zeitgenössische Kupferstiche finden sich bei Georges Louis Le Rouge in seiner Sammlung Jardins anglo-chinois à la mode (1776–1787) und bei Alexandre de Laborde in Nouveaux Jardins de la France (1808). Zu berühmten Besuchern des Parks zählten unter anderem der schwedische König Gustav III. und der amerikanische Präsident Thomas Jefferson.

## Gartengeschichtliche Einordnung
Der Désert de Retz zählt zu den bedeutenden kontinentaleuropäischen Vertretern des jardin anglo-chinois, einer Spielart des englischen Landschaftsgartens, die durch dramatische Gestaltungen (Felsen, Grotten, Wasserfälle) sowie einer Ausstattung mit eigenwilligen und fremdartigen Bauwerken gekennzeichnet ist. Das zugrundeliegende romantische Landschaftskonzept setzt auf eine melodramatische Stimmung, die Vorstellungen einer – vermeintlich – erhabenen Vergangenheit weckt. Das wohleingerichtete Wohnhaus La Colonne gestattete dem Eigentümer des Désert ein bequemes Leben inmitten seines Gartenreichs, das als eine Mischung aus Ideallandschaft und Ort der Weltflucht aufgefasst werden kann.
Vergleichbare Gartenanlagen sind der Park von Ermenonville des französischen Adeligen René Louis de Girardin, der ebenfalls einen désert genannten Bereich aufweist, ferner das polnische Arkadia der Prinzessin Helena Radziwiłł und der Wörlitzer Park des Fürsten Franz von Anhalt. Vorbild für die romantischen Landschaftsgestaltungen mit Bezug zur Antike ist der Park von Stourhead, veranlasst durch den Bankier Henry Hoare. Das zeitgenössische Interesse an exotischen Ausstattungselementen wurde durch die Veröffentlichungen von William Chambers befördert.
Der Désert de Retz war lange Zeit in Vergessenheit geraten. Heute ist der Park Gegenstand gartenhistorischer Forschungen.
Seine Restauration wurde von Olivier Choppin de Janvry mit der Societé Civile du Désert de Retz begonnen.